# Lord Demon
Lord Demon – powieść fantasy autorstwa Rogera Zelazny’ego i Jane Lindskold. Wydana oryginalnie nakładem wydawnictwa Avon w sierpniu 1999 roku (ISBN 0-380-97333-2). W Polsce wydana nakładem wydawnictwa Rebis w 2001 roku (ISBN 83-7301-015-7)

## Fabuła
Główny bohater – Kai Wren – jest demonem, który oddaje się sztuce tworząc flasze. Zabójstwo jego przyjaciela Olivera O’Keefe’a powoduje, że Lord Demon, Zabójca Boga, wkracza w środek konfliktu demonów z bogami.